# Bois de pomme rouge
Syzygium cymosum
Espèce
Classification phylogénétique
Le bois de pomme rouge (Syzygium cymosum) est une espèce de plantes à fleurs de la famille des Myrtaceae. C'est un arbre endémique des Mascareignes, archipel volcanique du Sud-Ouest de l'océan Indien.

## Liste des variétés
Selon GBIF (25 juin 2025) :
- Syzygium cymosum var. montanum J.Guého & A.J.Scott

## Dénominations
Ce taxon porte en français les noms vernaculaires ou normalisés suivants :
- Bois de pomme[1] ;
- Bois de pomme jamalac[1] ;
- Bois de pomme rouge[1],[2] ;
- Petit bois de pomme[3].

## Systématique
Le nom correct complet (avec auteur) de ce taxon est Syzygium cymosum (Lam.) DC..
L'espèce a été initialement classée dans le genre Eugenia sous le basionyme Eugenia cymosa Lam..
Syzygium cymosum a pour synonymes :
- Calyptranthes pollicina Willemet
- Eugenia cymosa var. concinna King
- Eugenia cymosa Lam.
- Eugenia depauperata Cordem.
- Eugenia mascarensis C.Presl
- Eugenia mascarensis Cordem.
- Eugenia nigrescens Poir.
- Eugenia rhodomelea Comm.
- Eugenia rhodomelea Comm. ex DC.
- Jambosa commersonii Blume
- Myrtus cymosa (Lam.) Spreng.
- Syzygium cymosum var. cymosum